# 대한민국 제22대 국회의원 선거 자유통일당 후보 목록
다음은 대한민국 제22대 국회의원 선거에 출마하는 자유통일당의 후보 목록이다. 자유통일당은 이번 선거를 앞두고 지역구 후보 11명과 비례대표 후보 20명을 공천했다.

## 지역구
| 선거구              | 후보   | 경력                                 |      |
| ------------------- | ------ | ------------------------------------ | ---- |
| 부산 부산진구 을    | 이종혁 | 제18대 국회의원                      |      |
| 대구 동구·군위군 을 | 정은실 | 자유통일당 동구·군위군 을 당협위원장 |      |
| 대구 북구 갑        | 박진재 | 자유통일당 북구 갑 당협위원장        |      |
| 대전 서구 을        | 이지훈 | 충남신용보증재단 직원                |      |
| 경기 시흥시 갑      | 윤석창 | 대야교회 담임목사                    |      |
| 경기 하남시 갑      | 사퇴   | 사퇴                                 | 사퇴 |
| 전북 익산시 을      | 이은재 | 자유통일당 상임위원                  |      |
| 전북 정읍시·고창군  | 정후영 | 고창우리교회 담임목사                |      |
| 경북 경주시         | 정수경 | 경주사랑제일교회 담임목사            |      |
| 경북 안동시·예천군  | 김동훈 | 대구지방법원 상주지원 조정위원       |      |
| 경북 구미시 을      | 김영확 | 대구중부소방서 삼덕119안전센터장     |      |

## 비례대표
| 순번 | 성명     | 경력                                 |
| ---- | -------- | ------------------------------------ |
| 1    | 황보승희 | 제21대 국회의원                      |
| 2    | 석동현   | 제26대 민주평통 사무처장             |
| 3    | 정현미   | 이화여자대학교 법학전문대학원 교수   |
| 4    | 김학성   | 한국헌법학회 회장                    |
| 5    | 김혜실   | 미국 뉴욕주 변호사                   |
| 6    | 구주와   | 자유통일당 대변인                    |
| 7    | 김은숙   | 인덕대학교 시각디자인학과 겸임조교수 |
| 8    | 손상대   | 일간경기 편집국장                    |
| 9    | 김미숙   | 한국교육개발원 선임연구원            |
| 10   | 김수열   | 시민단체 일파만파 대표               |
| 11   | 사퇴     | 사퇴                                 |
| 12   | 사퇴     | 사퇴                                 |
| 13   | 임수진   | 자유통일당 청년최고위원              |
| 14   | 정기택   | 강동대학교 이사장                    |
| 15   | 손다빈   | 한국기독교총연합회 영어통역사        |
| 16   | 이강산   | 이승만리더십센터 대표                |
| 17   | 장하나   | 브릿지처지 담임목사                  |
| 18   | 박광진   | 제7대 경기도의원                     |
| 19   | 김주현   | KS한국고용정보 직원                  |
| 20   | 한광훈   | 국제우호협회 이사장                  |

## 같이 보기
- 대한민국 제22대 국회의원 선거